# Gouvernement local en Irlande du Nord
Le gouvernement local en Irlande-du-Nord (local government in Northern Ireland en anglais) s’organise autour de 11 zones d’autorités locales appelées « districts de gouvernement local » (local government districts), uniques divisions administratives territoriales de la nation nord-irlandaise.

## Histoire

### Prémices du gouvernement local en Irlande auXIXesiècle
Au milieu du XIXe siècle, l’Irlande se compose administrativement de boroughs souvent inefficaces qui ne représentent plus leurs populations à travers leurs corporations de marchands. Le Municipal Corporations (Ireland) Act 1840 tente de les réguler en dissolvant 58 corporations de boroughs et en réformant les 10 corporations restantes sous de nouveaux noms et nouvelles constitutions à compter du 25 octobre 1840. Incompatibles avec la nouvelle législation, leurs chartes sont annulées et leurs conseils, qui sont désormais élus au sens de la loi, sont soumis au contrôle du trésor. La possibilité d’augmenter leur taux d’imposition leur est offerte, mais selon des limites établies, tandis que leurs fonds doivent être utilisés dans l’intérêt général.
Le Towns Improvement (Ireland) Act 1854 permet aux électeurs d’agglomérations importantes de se doter du système de commissaires de ville (en) (town commissioners). Ce système met à jour le Lighting of Towns (Ireland) Act 1828 en permettant aux villes d’exercer leur autorité non seulement sur l’éclairage public, mais également sur le pavage des rues, l’adduction d’eau, la gestion des égouts et d’autres dispositions diverses. Aussi, la loi favorise la création de nombreuses communautés nouvelles qui ne détenaient pas de statut municipal auparavant et qui peuvent jouir d’un corps de gouvernement local,.
D’autres textes, les Public Health (Ireland) Acts 1874 et 1878, établissent en Irlande la notion de district sanitaire (en) (sanitary district) géré par un conseil local, qui est chargé des questions relatives à la santé publique. Il peut prendre une forme rurale (rural sanitary district) ou urbaine (urban sanitary district), les corporations de villes et de boroughs de plus de 6 000 habitants devenant directement des districts urbains. De plus, la législation fait du nouveau Local Government Board for Ireland (en) l’organe pouvant créer des districts sanitaires urbains à partir de villes dotées de commissaires,.

### Développement des formes d’organisation territoriale: le Local Government (Ireland) Act 1898
La notion même de « gouvernement local » est particulièrement développée en Irlande dans le cadre du Local Government (Ireland) Act 1898, qui introduit un échelon supérieur d’administration territoriale, les comtés, appelés précisément les « comté administratif (en) » (administrative counties). Leurs organes, les conseils (county councils), gèrent les aspects financiers et administratifs de leurs territoires. Les deux boroughs mentionnés dans la loi, Belfast et Londonderry, sont considérés comme des comtés administratifs mais prennent le nom de boroughs de comté (county boroughs),.
L’échelon inférieur peut prendre à partir du Local Government (Ireland) Act 1898 deux nouvelles formes : celle d’un district rural (en) (rural district) ou bien celle d’un district urbain (en) (urban district), qui sont gérés dans le cadre d’un conseil élu par les habitants de la circonscription et dirigé par un maire ou un président. Le premier remplace les précédents boards of guardians, autorités locales des poor law unions, qui étaient des regroupements de paroisses civiles (civil parishes) introduits par les Poor Laws. Le second, quant à lui, remplace les anciennes autorités sanitaires urbaines. La notion des commissaires de ville n’est pas abolie, même si ces derniers font partie d’un district rural dans la plupart des cas du fait de leurs pouvoirs limités.
Une loi vient compléter le système électoral pour élire les membres du conseil, le Local Government (Ireland) Act 1919. Expérimentée en 1918 à Sligo (Connaught), la représentation proportionnelle est étendue à toutes les élections locales irlandaises avec l’objectif de préserver les intérêts des minorités, qu’elles soient catholiques en Ulster ou protestantes dans le reste de l’île.

### Politique de gouvernement local après la partition de l’île
Le Government of Ireland Act 1920 organise la partition de l’Irlande : il institue l’Irlande-du-Nord (Northern Ireland) composée des « comtés parlementaires » (parliamentary counties) d’Antrim, d’Armagh, de Down, de Fermanagh, de Londonderry et de de Tyrone, ainsi que des « boroughs parlementaires » (parliamentary boroughs) de Belfast et de Londonderry ; l’Irlande-du-Sud (Southern Ireland) recouvre le reste du territoire.
Le gouvernement local est réorganisé par le Local Government Act (Northern Ireland) 1922 à la faveur des unionistes. D’abord, la représentation proportionnelle est abrogée pour les élections des autorités locales, qui sont désormais élues dans le cadre de circonscriptions électorales dont les limites sont plus facilement modifiables en fonction de la présence de républicains ou non (charcutage électoral). De plus, pour s’assurer de la loyauté des élus, un serment de fidélité à la monarchie britannique est requis dans le mois suivant la désignation,.
Au cours des années 1920 une loi réintroduit la notion de borough municipal (municipal borough). En effet, le Municipal Corporation Act (Northern Ireland) 1926 permet aux districts urbains d’être érigés en boroughs municipaux en adressant une pétition au gouverneur pour accorder le statut par le biais d’une charte royale d’incorporation (charter of incorporation). Plusieurs conseils de districts soumettent des résolutions en ce sens au gouverneur,. Cependant, les dernières villes dotées de commissaires disparaissent au profit des districts à partir de 1922,.

### Création d’un système d’autorités unitaires: le Local Government Act (Northern Ireland) 1972
En décembre 1969, Brian Faulkner charge Patrick Macrory d’un rapport soumettant des recommandations sur l’amélioration du gouvernement local nord-irlandais. Celui-ci, remis en juin 1970, est partiellement repris dans des dispositions du Local Government Act (Northern Ireland) 1972, une loi qui réforme profondément le gouvernement local en Irlande-du-Nord,.
La réforme est mise en œuvre lors d’une période d’administration directe du gouvernement britannique sur les institutions dévolues nord-irlandaises — débutée en mars 1972 — si bien que des éléments comme l’érection d’un nouvel échelon régional élu ne sont retenus par Londres. Le nouveau système de gouvernement local repose sur de nouvelles zones d’autorités, unitaires, c’est-à-dire à un seul échelon d’administration, qui sont appelés « districts de gouvernement local » (local government districts) et qui entrent en vigueur au 1er octobre 1973,.
Les 26 autorités, leurs assemblées délibérantes, qui sont appelées les « conseils de district » (councils of district), sont élues tous les quatre ans selon le scrutin à vote unique transférable (single transferable vote, STV), dans le cadre d’une zone électorale de district (district electoral area) où le nombre de wards correspond au nombre de conseillers (councillors) à désigner. Elles sont dirigées par un président (chairman) et par un vice-président (deputy chairman).
Les nouveaux organes remplacent les 73 anciennes autorités locales dont toutes les formes sont abrogées : les 2 conseils de boroughs de comté, les 6 conseils de comtés administratifs, les 34 boroughs municipaux et districts urbains et les 31 districts ruraux,.
La loi permet aux nouveaux conseils d’appliquer des chartes royales accordant le statut de borough à l’échelle du district à des fins essentiellement honorifiques. La charte précise les modalités de désignation des aldermen, qui ne peuvent excéder le quart du nombre de conseillers, ou encore l’octroi de la freedom of the borough, une distinction permettant de mettre en valeur des citoyens d’honneur (freemen).

### Rationalisation et réduction du maillage des districts: la réforme de 2002-2015
En 2002, une révision de l’administration publique envisage des améliorations à effectuer dans le gouvernement local nord-irlandais. Cependant, entre 2002 et 2007, la province est administrée directement par Londres.
À la suite des élections législatives de mai 2011, l’exécutif s’engage à établir le découpage en 11 districts pour les prochaines élections locales dans son programme de gouvernement le 22 septembre 2011. Les conseils de district fantômes sont mis en place après les élections locales de mai 2014 et entrent en vigueur le 1er avril 2015.

## Liste des districts
| District                             | Conseil de district                                  | Composition | Statut cérémoniel | Type de présidence                              |
| ------------------------------------ | ---------------------------------------------------- | ----------- | ----------------- | ----------------------------------------------- |
| Antrim and Newtownabbey              | Antrim and Newtownabbey Borough Council              | 40          | Borough           | Maire du conseil Mayor of the Council           |
| Ards and North Down                  | Ards and North Down Borough Council                  | 40          | Borough           | Maire du conseil Mayor of the Council           |
| Armagh City, Banbridge and Craigavon | Armagh City, Banbridge and Craigavon Borough Council | 41          | Cité              | Lord-maire du conseil Lord Mayor of the Council |
| Belfast                              | Belfast City Council                                 | 60          | Cité              | Lord-maire du conseil Lord Mayor of the Council |
| Causeway Coast and Glens             | Causeway Coast and Glens Borough Council             | 40          | Borough           | Maire du conseil Mayor of the Council           |
| Derry City and Strabane              | Derry City and Strabane District Council             | 40          | Cité              | Maire du conseil Mayor of the Council           |
| Fermanagh and Omagh                  | Fermanagh and Omagh District Council                 | 40          | Aucun             | Président du conseil Chairperson of the Council |
| Lisburn and Castlereagh              | Lisburn and Castlereagh City Council                 | 40          | Cité              | Maire du conseil Mayor of the Council           |
| Mid and East Antrim                  | Mid and East Antrim Borough Council                  | 40          | Borough           | Maire du conseil Mayor of the Council           |
| Mid Ulster                           | Mid Ulster District Council                          | 40          | Aucun             | Président du conseil Chair of the Council       |
| Newry, Mourne and Down               | Newry, Mourne and Down District Council              | 41          | Aucun             | Président du conseil Chairperson of the Council |

## Compétences
Les compétences des assemblées délibérantes, les conseils de district (councils of district), incluent l’aménagement urbain, le traitement et le recyclage des déchets, la mise en œuvre de services de loisirs et d’intérêt communautaire, la réglementation sur la construction, ainsi que le développement économique et culturel local. Cependant, contrairement aux autres types de gouvernement local britannique, leurs fonctions ne s’étendent pas à l’éducation, à la gestion et l’entretien des routes et à la politique du logement.
Les impôts locaux (domestic rates) consistent en une taxe sur la propriété divisée en un impôt régional (regional rate) voté par l’assemblée et un impôt de district (district rate) voté par chaque conseil. Ils sont collectés par les Land and Property Services (en), une agence de l’exécutif nord-irlandais.

## Types de gouvernement local
Le tableau suivant présente les différentes formes de gouvernement local utilisées en Irlande-du-Nord depuis la fin du XIXe siècle au sens du Local Government (Ireland) Act 1898 et du Local Government Act (Northern Ireland) 1972.
| Type                                           | Échelon   | Assemblée                                                            | Assemblée          | Assemblée                      | Assemblée                                    | Assemblée                                    | Origine législative                          | Période     |
| Type                                           | Échelon   | Nom                                                                  | Présidence         | Présidence                     | Membre                                       | Membre                                       | Origine législative                          | Période     |
| ---------------------------------------------- | --------- | -------------------------------------------------------------------- | ------------------ | ------------------------------ | -------------------------------------------- | -------------------------------------------- | -------------------------------------------- | ----------- |
| Borough de comté County borough                | Supérieur | Conseil de borough Borough council                                   | Maire Mayor        | Échevin Alderman               | « Bourgeois » Burgess                        | Conseiller Councillor                        | Local Government (Ireland) Act 1898          | 1899-1973   |
| Borough municipal Municipal borough            | Inférieur | Conseil de ville Town council                                        | Maire Mayor        | Échevin Alderman               | « Bourgeois » Burgess                        | Conseiller Councillor                        | Local Government (Ireland) Act 1898          | 1899-1973   |
| Borough municipal Municipal borough            | Inférieur | Conseil de cité City council                                         | Maire Mayor        | Échevin Alderman               | « Bourgeois » Burgess                        | Conseiller Councillor                        | Local Government (Ireland) Act 1898          | 1899-1973   |
| comté administratif (en) Administrative county | Supérieur | Conseil de comté County council                                      | Président Chairman | Président Chairman             | Conseiller Councillor                        | Conseiller Councillor                        | Local Government (Ireland) Act 1898          | 1899-1973   |
| District rural (en) Rural district             | Inférieur | Conseil de district rural Rural district council                     | Président Chairman | Président Chairman             | Conseiller Councillor                        | Conseiller Councillor                        | Local Government (Ireland) Act 1898          | 1899-1973   |
| District District                              | Unitaire  | Conseil de borough Borough council                                   | Maire Mayor        | Vice-maire Deputy mayor        | Conseiller Councillor                        | Conseiller Councillor                        | Local Government Act (Northern Ireland) 1972 | Depuis 1973 |
| District District                              | Unitaire  | Conseil de cité City council                                         | Maire Mayor        | Vice-maire Deputy mayor        | Conseiller Councillor                        | Conseiller Councillor                        | Local Government Act (Northern Ireland) 1972 | Depuis 1973 |
| District District                              | Unitaire  | Conseil de district District council                                 | Président Chairman | Vice-président Deputy chairman | Conseiller Councillor                        | Conseiller Councillor                        | Local Government Act (Northern Ireland) 1972 | Depuis 1973 |
| District urbain (en) Urban district            | Inférieur | Conseil de district urbain Urban district council                    | Président Chairman | Président Chairman             | Conseiller Councillor                        | Conseiller Councillor                        | Local Government (Ireland) Act 1898          | 1899-1973   |
| District urbain (en) Urban district            | Inférieur | Conseil de district urbain Urban district council                    | Maire Mayor        |                                | Conseiller Councillor                        | Conseiller Councillor                        | Local Government (Ireland) Act 1898          | 1899-1973   |
| Commissaires de ville (en) Town commissioners  | Inférieur | Conseil de ville Town council                                        | Maire Mayor        | Maire Mayor                    | Commissaire de ville Town commissioner       | Commissaire de ville Town commissioner       | Towns Improvement (Ireland) Act 1854         | 1854-1962   |
| Commissaires de ville (en) Town commissioners  | Inférieur | Conseil des commissaires municipaux Board of municipal commissioners | Président Chairman | Président Chairman             | Commissaire municipal Municipal commissioner | Commissaire municipal Municipal commissioner | Municipal Corporations (Ireland) Act 1840    | 1842-1949   |